# Blau und Kleine Lauter
Das FFH-Gebiet Blau und Kleine Lauter liegt im Osten von Baden-Württemberg und ist Bestandteil des europäischen Schutzgebietsnetzes Natura 2000. Es wurde 2005 durch das Regierungspräsidium Tübingen zur Ausweisung angemeldet und durch Verordnung des Regierungspräsidiums Tübingen vom 5. November 2018 (in Kraft getreten am 11. Januar 2019), ausgewiesen.

## Lage
Das rund 1626 Hektar große Schutzgebiet Blau und Kleine Lauter liegt in den Naturräumen Mittlere Flächenalb und Lonetal-Flächenalb. Seine 12 Teilgebiete befinden sich in den Gemeinden Berghülen, Blaubeuren, Blaustein und Dornstadt im Alb-Donau-Kreis sowie in der kreisfreien Stadt Ulm.

## Beschreibung
Der Landschaftscharakter des Schutzgebiets wird im Wesentlichen von den Tälern der Kleinen Lauter und der Blau geprägt. Es umfasst den gesamten Verlauf beider Flüsse bis zum Stadtgebiet von Ulm.
Die Talauen beider Gewässer sind weitgehend waldfrei und von Grünland geprägt. Die Talflanken sind von offenen Magerrasen und Wacholderheiden bzw. von naturnahen Waldbeständen geprägt und mit zahlreichen Felsformationen durchsetzt.
Im Arnegger Ried sind Reste eines Übergangs- und Schwingrasenmoors vorhanden.
Beide Bäche sind Lebensraum für mehrere streng geschützte Arten wie Bachneunauge und Groppe.

## Schutzzweck

### Lebensraumtypen
Folgende Lebensraumtypen nach Anhang I der FFH-Richtlinie kommen im Gebiet vor:
| EU Code | * | Lebensraumtyp (offizielle Bezeichnung)                                                                          | Kurzbezeichnung                              |
| ------- | - | --- | -------------------------------------------- |
| 3150    |   | Natürliche eutrophe Seen mit einer Vegetation des Magnopotamions oder Hydrocharitions                           | Natürliche nährstoffreiche Seen              |
| 3260    |   | Flüsse der planaren bis montanen Stufe mit Vegetation des Ranunculion fluitantis und des Callitricho-Batrachion | Fließgewässer mit flutender Wasservegetation |
| 40A0    | * | Subkontinentale peripannonische Gebüsche                                                                        | Felsenkirschen-Gebüsche                      |
| 5130    |   | Formationen von Juniperus communis auf Kalkheiden und -rasen                                                    | Wacholderheiden                              |
| 6110    | * | Lückige basophile oder Kalk-Pionierrasen (Alysso-Sedion albi)                                                   | Kalk-Pionierrasen                            |
| 6210    |   | Naturnahe Kalk-Trockenrasen und deren Verbuschungsstadien (Festuco-Brometalia)                                  | Kalk-Magerrasen                              |
| 6430    |   | Feuchte Hochstaudenfluren der planaren und montanen bis alpinen Stufe                                           | Feuchte Hochstaudenfluren                    |
| 6510    |   | Magere Flachland-Mähwiesen (Alopecurus pratensis, Sanguisorba officinalis)                                      | Magere Flachland-Mähwiesen                   |
| 7140    |   | Übergangs- und Schwingrasenmoore                                                                                | Übergangs und Schwingrasenmoore              |
| 8160    | * | Kalkhaltige Schutthalden der collinen bis montanen Stufe Mitteleuropas                                          | Kalkschutthalden                             |
| 8210    |   | Kalkfelsen mit Felsspaltenvegetation                                                                            | Kalkfelsen mit Felsspaltenvegetation         |
| 8310    |   | Nicht touristisch erschlossene Höhlen                                                                           | Höhlen und Balmen                            |
| 9130    |   | Waldmeister-Buchenwald (Asperulo-Fagetum)                                                                       | Waldmeister-Buchenwald                       |
| 9150    |   | Mitteleuropäischer Orchideen-Kalk-Buchenwald (Cephalanthero-Fagion)                                             | Orchideen-Buchenwälder                       |
| 9180    | * | Schlucht- und Hangmischwälder (Tilio-Acerion)                                                                   | Schlucht- und Hangmischwälder                |
| 91E0    | * | Auen-Wälder mit Alnus glutinosa und Fraxinus excelsior (Alno-Padion, Alnion incanae, Salicion albae)            | Auenwälder mit Erle, Esche, Weide            |

### Arteninventar
Folgende Arten von gemeinschaftlichem Interesse kommen im Gebiet vor:
| Bild                        | EU Code | * | Art                         | wissenschaftlicher Name     | Artengruppe           |
| --------------------------- | ------- | - | --------------------------- | --------------------------- | --------------------- |
| Schmale Windelschnecke      | 1014    |   | Schmale Windelschnecke      | Vertigo angustior           | Schnecken             |
| Spanische Flagge            | 1078    | * | Spanische Flagge            | Callimorpha quadripunctaria | Schmetterlinge        |
| Bachneunauge                | 1096    |   | Bachneunauge                | Lampetra planeri            | Fische und Rundmäuler |
| Groppe                      | 1163    |   | Groppe                      | Cottus gobio                | Fische und Rundmäuler |
| Kammmolch                   | 1166    |   | Kammmolch                   | Triturus cristatus          | Amphibien             |
| Gelbbauchunke               | 1193    |   | Gelbbauchunke               | Bombina variegata           | Amphibien             |
| Bechsteinfledermaus         | 1323    |   | Bechsteinfledermaus         | Myotis bechsteinii          | Säugetiere            |
| Großes Mausohr              | 1324    |   | Großes Mausohr              | Myotis myotis               | Säugetiere            |
| Biber                       | 1337    |   | Biber                       | Castor fiber                | Säugetiere            |
| Grünes Besenmoos            | 1381    |   | Grünes Besenmoos            | Dicranum viride             | Moose                 |
| Firnisglänzendes Sichelmoos | 1381    |   | Firnisglänzendes Sichelmoos | Drepanocladus vernicosus    | Moose                 |

### Zusammenhängende Schutzgebiete
Folgende Naturschutzgebiete sind Bestandteil des FFH-Gebiets:
- Arnegger Ried
- Kleines Lautertal
- Untere Hellebarten